# خولة حسني
خولة حسني كاتبة وَأديبة تونسية ولدت يوم 22 أغسطس 1982 في تونس.

## سيرتها
تخرجت خولة حسني من المعهد العالي للغات بتونس ومن جامعة ماين الفرنسية، ولم يمنعها تعليمها الإنجليزي من الحفاظ على علاقتها بالثقافة واللغة الفرنسية.
تحصلت قصتها القصيرة «مصير» (Destin) على جائزة في الدورة السادسة والعشرين من مهرجان الكتاب الشبان التي شاركت فيها سنة 2012. بعد هذه الجائزة، واصلت خولة الكتابة وأصدرت روايتها «في مكانك» (À ta place) في 2013 والتي تحصلت على جائزة زبيدة بشير.
في السنة التي تلتها في 2014، أصدرت خولة حسني روايتها الثانية «دابدا» (D.A.B.D.A.). فازت الرواية بجائزة لجنة التحكيم الخاصة في الكومار الذهبي.
في أكتوبر 2016، نشرت روايتها الثالثة تحت عنوان «كابوس غواصة الأعماق».

## أعمالها

### قصص
- 2012 : مصير

### روايات
- 2013 : في مكانك: (ردمك 978-9-93-805651-8)
- 2014 : دابدا (ردمك 978-9-97-328409-9)
- 2016 : كابوس غواصة الأعماق (ردمك 978-9-93-807155-9)

## وصلات خارجية
- خولة حسني  على فيسبوك.
- خولة حسني على جود ريدز.